# ピエールイジ・マンチーニアート
ピエールイジ・マンチーニアート（Pierluigi Manciniart）は、主にイタリアと日本で活動しているイタリア・ローマ出身の立体造形作家ピエールイジ・マンチーニ（Pierluigi Mancini, 1964年7月7日 - ）の作家名。木々や石・雲・動物などの自然からインスピレーションを受け、鉄や真鍮・ブロンズを用いて幾何学・抽象的、ネオミニミナリズムな制作を行う。

## 来歴
1964年7月7日ローマ生まれ。幼い頃からメカニック愛好家の父(Mancini Domenico)を見て育ち、身の回りの素材を組み合わせて小さな工作をしていた。マンチーニアートは、彼の出身地であるローマで彫刻の世界に最初に接近した。幼い頃からバチカン美術館を訪れ、ローマやギリシャの彫刻を賞賛していた。
１５歳の時には、友達の父親のローマの鍛鉄工場で友達の手伝いをしていた。技術的デザイン・サーベイヤー専門学校を卒業した後、マンチーニアートはペルージャのイタリアンアカデミーでの彫刻の授業や、ローマでの陶芸のコースを受講した。これでマンチーニアートは美術の新しい技術を学び、アートへの興味を深めた。その後、彼はいくつもの国を旅した。若い時代に、彼はニューヨーク、香港、シンガポールを訪れ、高層ビルを鑑賞し、研究した。これは後にオーストラリアでの彼の建築関連のキャリアにとって重要な経験となった。
オーストラリア、シドニーではDino BurattiniやRobertson &Marks やFuller Cookらなど複数の確立された建築家のために働いた。また新しいプロジェクトの提案や建築模型の準備も行った。
マンチーニアートは日本での初期の生活の間、家具デザインにも取り組んだ。家具には、椅子、テーブル、壁掛け時計などがあった。マンチーニアートは当初、自ら家具をデザインするよう促されたが、後には個人的にそれらを販売した。この家具は北海道の木材を使用して作られた物であった。日本では北海道の建築家と共に仕事をした。これらの経験が、のちの制作の基本となっている。
2020年から彼はイタリアと日本でのグループ展に定期的に出展している。彼は自身の彫刻を制作するために北イタリアに様々なブロンズの鋳造所を見つけた。

## 作品
- 2024年、大鹿毛（80x80x150 cm）は、日本の古代の石とセメントの台座に固定された真鍮の彫刻である。伝説によると、偉大な武士である明智光秀は馬が大好きであった。特に、茶色の毛の大きな馬を意味する大鹿毛が特に好きでした。[3][4]
- 2024年、イエスキリスト十字架のブロンズ像(37x26cm)。現在ローマのサンジョバンニインラテラノ大聖堂(Chiostro Lateranense)で展示されている。[4]

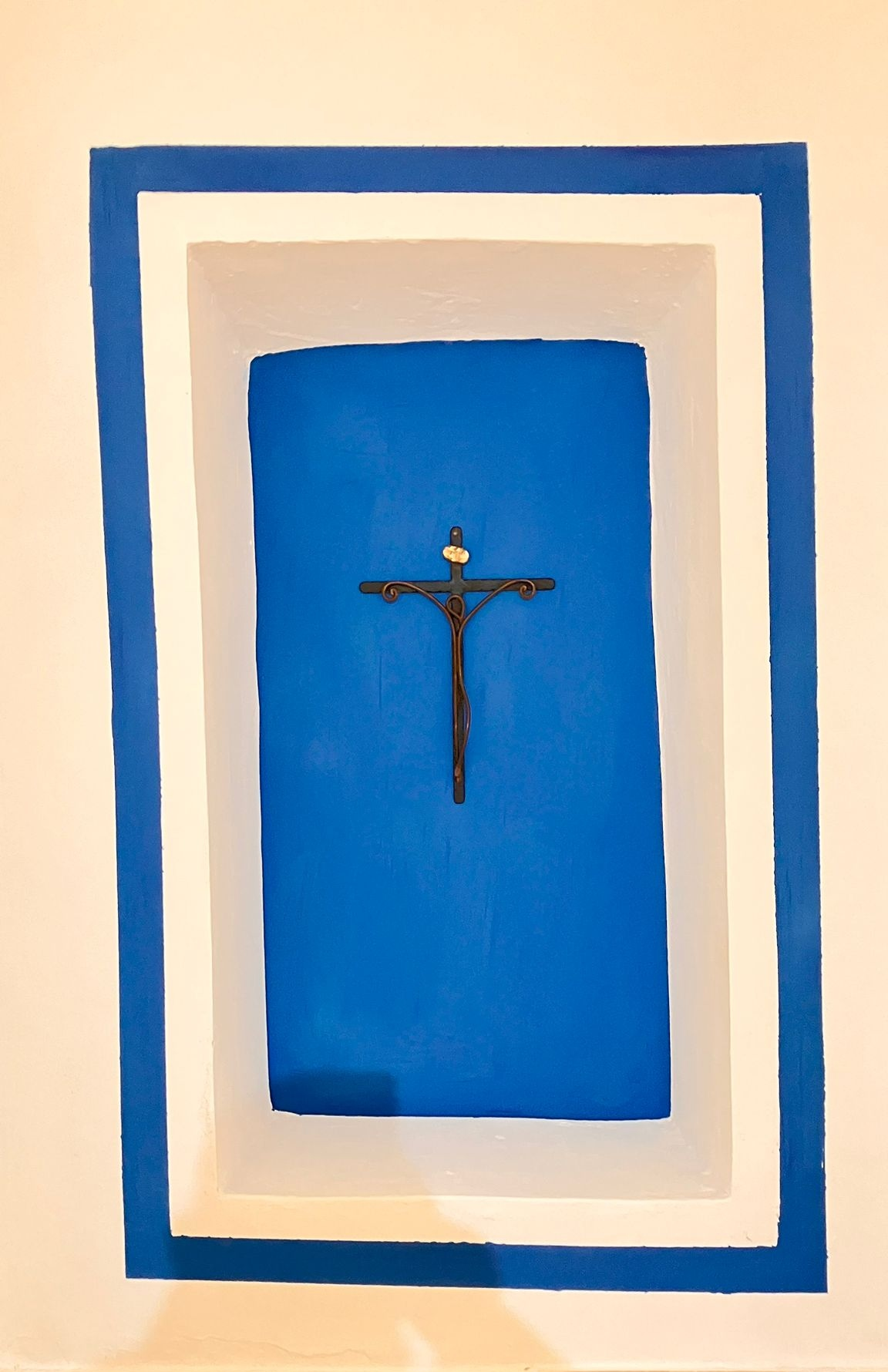
イエスキリスト十字架のブロンズ像。サンジョバンニインラテラノ大聖堂

## スタイル
マンチーニアートは、作品において形の単純さと本質を追求する彫刻家である。彼のアプローチは、余計な要素を排除し、直線や幾何学的な形状を用いることにより、作品の核心に焦点を当てることに特徴づけられる。彼の作品は、抽象主義、シュルレアリスム、ネオミニマリズムと、日本の文化的影響の融合によって生み出され、真鍮やブロンズなどの金属を主な素材として使用している。バレリーナなどの彫刻を含む彼の作品は、線、曲線、および半球形の形状を特徴とし、視覚的なインパクトを与え、美学的な探求の表現として評価される。

## 現代美術の屋外彫刻
2021年ハスの花の真鍮の彫刻。名古屋の建中寺に置かれている。この
永久的な彫像は５０cmであり、セメントの円柱の上に固定されている（全長150cm）。この像の反射の中に周りの寺と自然が美しく映って見える。
2023年にマンチーニアートはイタリアのポルトフィーノのMuseo Del Parcoのために、Ramiの銅像を作成した。コンクリートの上に設置されている全長１５０cmの銅像は現在Museo Del Parcoに展示されている。
2024年明智公園岐阜県で明智コミュニテイのために，大鹿毛(明智光秀の愛馬)という真鍮の彫刻作成した。

## 出品・受賞歴
- 2020年11月　東京都美術館　グループ展
- 2020年 YICCA アートコンテスト
- 2020年12月 銀座GalleryG2　グループ展
- 2020年11月　東京都美術館　グループ展
- 2021年12月 銀座GalleryG2　グループ展
- 2021年12月 妙香園画廊　グループ展
- 2021年12月 東京都美術館SEIKO美術展 金賞
- 2022年2月 アートショップ&ギャラリーマール（国立市）グループ展[7]
- 2022年12月 東京銀座ギャラリーG2　グループ展
- 2022年12月　ローマMEDINAギャラリー　ITSLiquidグループ展
- 2023年1月　ローマGregorioⅦアートギャラリー
- 2023年6月　ローマユニバールEXPO[8]

- 2023年11月　東京都美術館SEIKO美術展
- 2023年11月　銀座GalleryG2　グループ展
- 2024年3月ロ-マArtemisia Gallery
- 2024年4月 NEW YORK ARTEXPO'24
- 2024年4月 ローマArca di Noesis Gallery
- 2024年５月マントヴァ biennale "Francesco Gonzaga" Museum[2]
- 2024年11月 東京都美術館SEIKO美術展
- 2024年12月 銀座GalleryG2 グループ展